# 尤金·格林
尤金·格林（法語：Eugène Green；1947年6月28日—），是出生於美國的法國電影工作者與劇作家。

## 生平
尤金·格林出生在紐約市，1969年他前往法國定居，先是主修文學，後來又攻讀藝術史學位；他在法國成立巴洛克劇團，投入劇場工作。1976年，他歸化為法國公民。
1999年，52歲的格林開始投入電影拍攝工作，並於2001年完成首部電影長片《夜以繼夜》。2007年，他應全州影展之邀與葡萄牙導演佩德羅·科斯塔、德國導演哈倫·法洛基合導的《三人三色：回憶如許》於盧卡諾影展獲得評審團特別獎。

## 電影作品

### 劇情長片
- 2001:《夜以繼夜（法语：Toutes les nuits (film, 2001)）》(Toutes les nuits)
- 2003:《活著的世界》(Le Monde vivant)
- 2004:《藝術之橋》(Le Pont des Arts)
- 2009:《葡萄牙修女》(La Religieuse portugaise)
- 2014:《上智之堂（法语：La Sapienza (film)）》(La Sapienza)
- 2016:《約瑟夫之子》(Le Fils de Joseph)
- 2017:《等待野蠻人》(En attendant les barbares)
- 2020:《魔鬼中的天使》(Atarrabi & Mikelats)

## 外部連結
- 尤金·格林在互联网电影资料库（IMDb）上的資料（英文）